# GroupMe
GroupMe是一项保密的群短信（SMS）服务。用户可通过手机短信或客户端进行短信群聊及管理，目前已支持全球接入。2011年8月Skype宣布收购GroupMe （页面存档备份，存于）。